# Chiesa e convento di San Niccolò del Carmine
La chiesa e convento di San Niccolò del Carmine sono un complesso religioso di Siena, in Pian dei Mantellini. La chiesa, incamerata dallo Stato italiano con le leggi eversive ottocentesche, attualmente è di proprietà del Fondo Edifici di Culto (Fec), ente dello Stato Italiano gestito dal Ministero dell'Interno. E' stata officiata dai Carmelitani fino al 2000, e successivamente affidata alla parrocchia. Viene utilizzata come oratorio dalla Contrada della Pantera.

## Storia
Il monumentale complesso, che ha subito profonde alterazioni nei secoli e cambi d'uso, è stato edificato dai Carmelitani a partire dalla metà del XIII secolo, inglobando la precedente chiesa di San Niccolò risalente all'VIII secolo. L'edificio attuale risale in larga parte al XIV secolo, con rimaneggiamenti del 1517 attribuiti a Baldassarre Peruzzi, autore anche dell'antistante palazzo Celsi Pollini.

## Descrizione

### Esterno

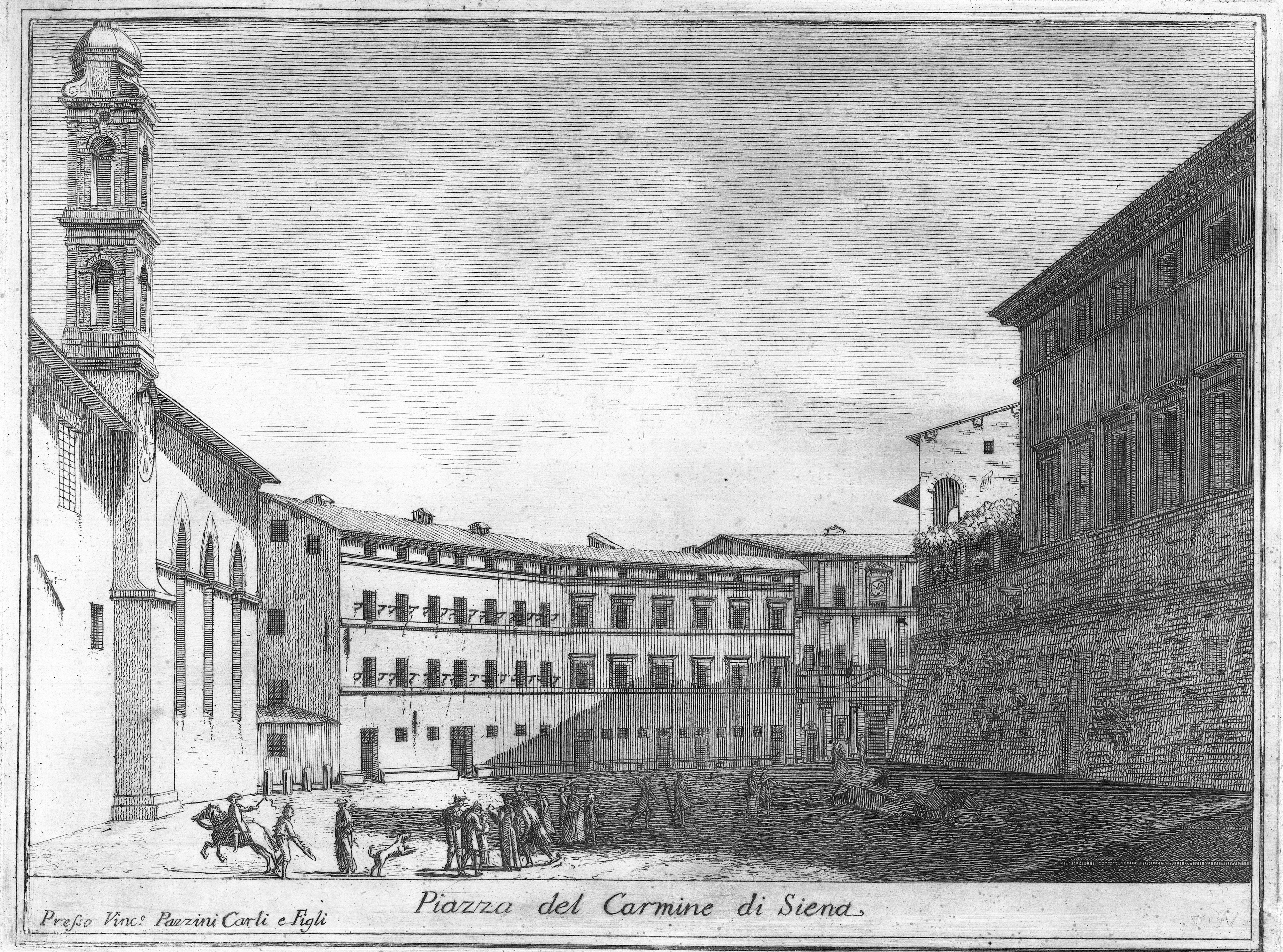
Piazza del Carmine di Siena

L'attuale costruzione, dal paramento in mattoni ed assai spoglio all'esterno, ha un elegante campanile a pianta quadrangolare del XVII secolo e la facciata a capanna, nella quale si aprono un grande oculo e il portale d'ingresso sormontato da un timpano risalente alla metà del XVII secolo. La facciata è parzialmente occultata sulla destra dall'ingresso del convento che oggi ospita gli istituti chimici dell'Università di Siena, ingresso reso così sporgente dalla presenza del chiostro maggiore che i canoni costruttivi stabiliti dall'Ordine dei Carmelitani imponeva e a cui ci si doveva attenere anche in mancanza di spazio disponibile. Recentemente ha sollevato accese critiche tra i cittadini senesi il posizionamento, sulla sommità del campanile, di numerose antenne per la telefonia mobile, ben visibili dall'esterno e ritenute lesive dell'armonia e della bellezza di un così rilevante monumento architettonico (fu il primo campanile costruito a Siena- secondo alcuni su progetto di Baldassarre Peruzzi- dopo la caduta della Repubblica senese avvenuta nel 1555). A colpire in particolare i cittadini è che mentre da una parte lo Stato consente che il campanile sia sfruttato come "ripetitore" a beneficio di società private di infrastrutture digitali (Inwit S.p.A.) e di telefonia, dall'altra omette di procedere alla necessaria manutenzione e restauro del monumento stesso (che appare urgente, dato il grave deterioramento della sua base esterna, del quadrante in muratura dell'antico orologio, e la presenza di numerose piante infestanti sul cupolino alla sua sommità), anche attraverso intelligenti operazioni di sponsorizzazione dei restauri proprio da parte di tali imprese private. 

### Interno

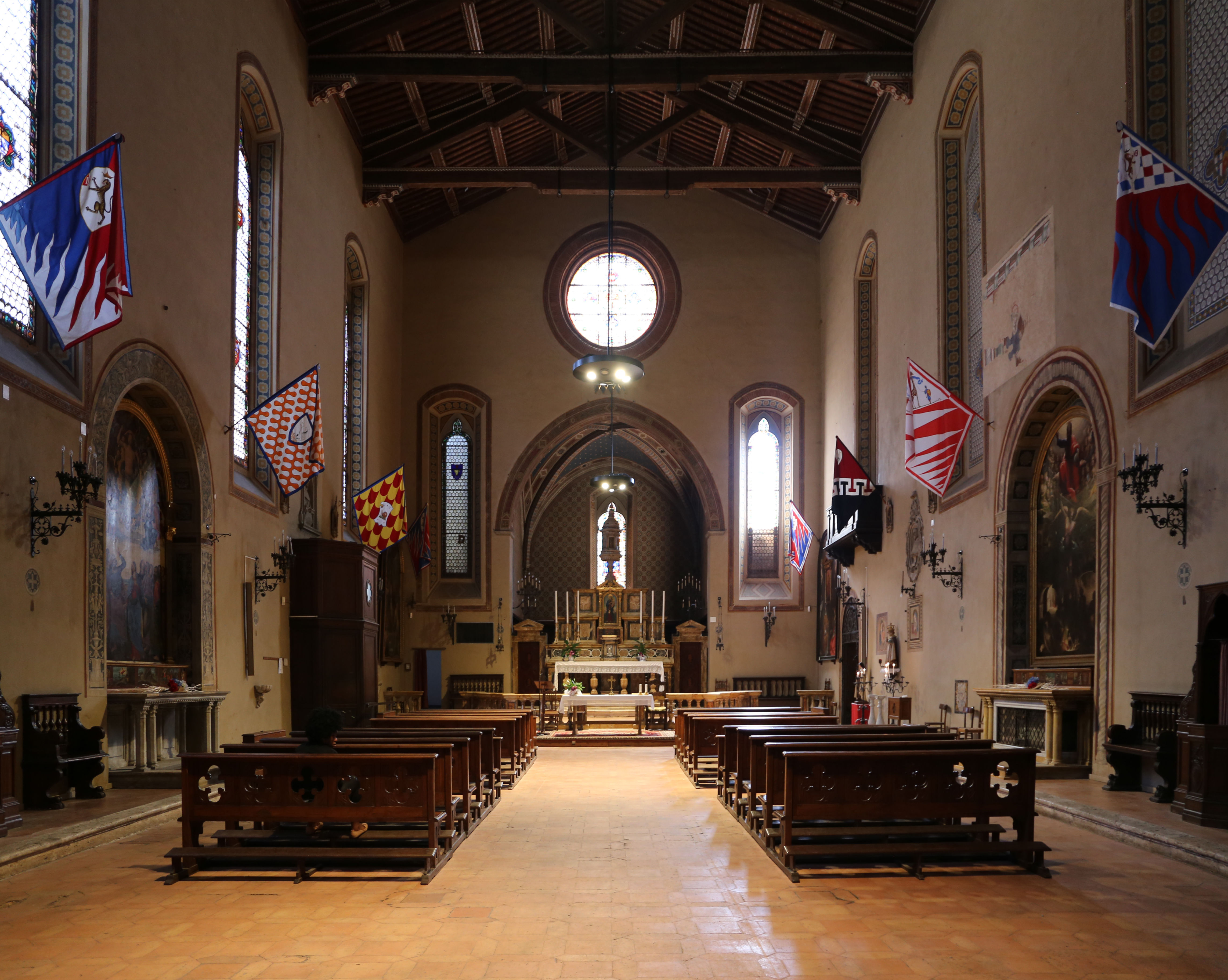
Interno

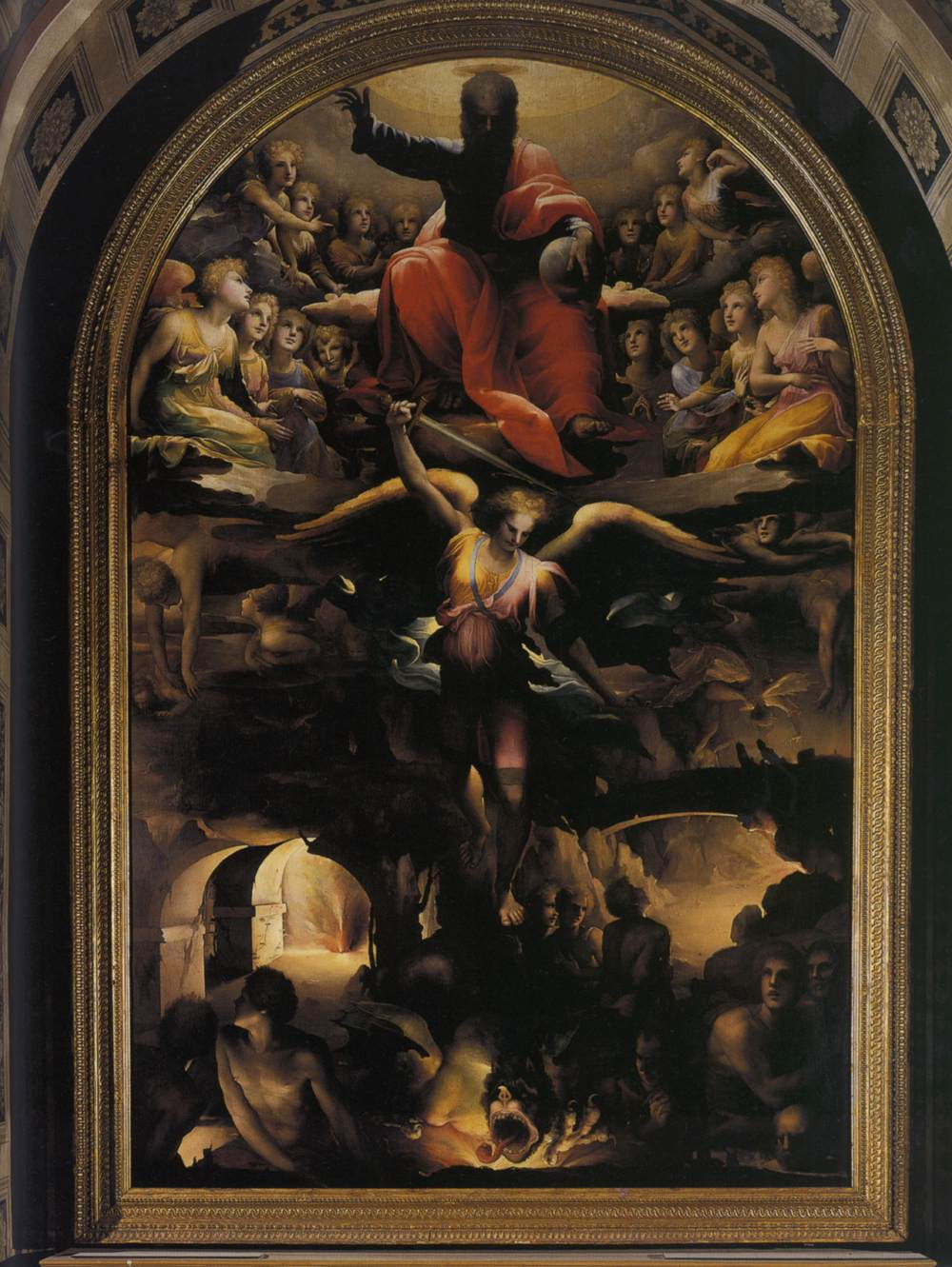
San Michele del Beccafumi

L'interno è a navata unica con copertura a capriate lignee dipinte e presenta una profonda cappella absidale a fondo piatto, tipico delle chiese del periodo degli ordini mendicanti. Al termine della navata laterale destra si apre la Cappella del Santissimo Sacramento, cui i carmelitani erano molto devoti.
Sono molte le opere d'arte di valore conservate all'interno della chiesa. In controfacciata sono presenti, a sinistra e destra rispettivamente, una tela attribuita a Dionisio Montorselli e raffigurante Santa Maria de' Pazzi che riceve la corona di spine da Cristo e una tela di Rutilio Manetti raffigurante le Tre Marie e Giovanni Evangelista sotto la croce, entrambi del XVII secolo.
Sulla parete destra della navata si trovano l'Adorazione dei pastori del Riccio terminata da Arcangelo Salimbeni (1570-1571), un affresco frammentario del primo decennio del XV secolo di Benedetto di Bindo con l'Assunzione di Maria e forse la più importante opera della chiesa, la grande tavola con San Michele Arcangelo che scaccia gli angeli ribelli, capolavoro di Domenico Beccafumi, databile al 1526-1535 circa. Sotto l'altare sono conservate le reliquie del Beato Franco Lippi da Grotti.
Più avanti si vede anche un'Annunciata frammentaria attribuita ad un artista di scuola senese della seconda metà del XIV secolo e una Madonna col Bambino dell'inizio del Quattrocento. Ancora più avanti, oltre la cappella del Santissimo Sacramento, si trova la Madonna dei Mantellini, tavola di scuola senese del 1240 circa in stile bizantino oggetto, nei secoli, di viva devozione popolare e cosiddetta per i gonnellini, o mantellini, che i bambini le donavano per una grazia ricevuta o richiesta. Il dipinto si trova al centro di una tavola con Santi di Francesco Vanni (fine XVI secolo-inizio XVII secolo).
Sulla parete sinistra della navata sono invece esposte altre opere: la pala di Girolamo del Pacchia raffigurante l'Ascensione, del 1510 circa, è ispirata tanto al Perugino quanto al giovane Raffaello, in cui ogni dettaglio è messo in risalto dal disegno; il Martirio di San Bartolomeo è invece opera di Alessandro Casolani (1604).
Sulla destra, in fondo alla navata, si apre la Cappella Pecci, in antico adibita a sacrestia e dal Seicento dedicata al Santissimo Sacramento, con un pregevole altare marmoreo rinascimentale attribuito a Lorenzo di Mariano detto il Marrina, riscoperto nel 1907 sotto un altare settecentesco, costituito da paraste a candelabre sostenenti un architrave con testine di angelo a rilievo e più in alto l'archivolto. L'altare è decorato dalla Natività di Maria del Sodoma databile al 1545 circa, eseguita con l'aiuto di un collaboratore, forse Marco Bigio (Giomo del Sodoma). La scena, compressa nel formato quadrato, dove le figure asumono torsioni michelangiolesche, dopo il restauro del 2017 ha riacquistato una gamma cromatica quasi dissonante e brillante, accesa di bagliori luminosi in consonanza con il Beccafumi. Nella lunetta è rappresentato, ad affresco, un Dio Padre benedicente sempre del Sodoma o della sua bottega. Ai lati dell'altare sono due piccole tavole con il Beato Franco Lippi da Grotti e con Santa Teresa Margherita del Cuore del Gesù. Sull'altare a destra è invece una tavola moderna, ma a fondo oro a imitazione dei dipinti medievali, raffigurante Santa Teresa di Lisieux, opera del 1927 di Icilio Federico Joni, noto imitatore di tavole senesi antiche.
L'altare maggiore in marmi policromi, della seconda metà del Seicento, fu costruito a imitazione di quello del Duomo di Siena, risalente invece alla prima metà del Cinquecento. Al centro aveva un foro, oggi riempito dalla più recente Vergine del Carmelo, attraverso cui i religiosi mostravano al popolo l'ostia consacrata durante la messa. In cima all'altare troviamo un ciborio marmoreo del Cinquecento. 
Vicino si accede alla sagrestia che fu realizzata verso il 1512 da Vannoccio Biringucci su disegno di Francesco di Giorgio Martini; contiene sull'altare una statua monocroma in terracotta di San Sigismondo di Giacomo Cozzarelli.

#### Le opere d'arte moderna che celebrano santi dell'ordine
La chiesa celebra anche alcuni dei santi più importanti che appartennero all'ordine, perlopiù tramite tavole realizzate in epoca moderna. In chiesa sono conservati una tavola con la Transverberazione di santa Teresa d'Avila con san Giovanni della Croce e la Sacra Famiglia, oltre alla già citata seicentesca tavola di Dionisio Montorselli presente in controfacciata e celebrante santa Maria Maddalena dei Pazzi.

### Chiostro
Il chiostro è decorato da affreschi di Giuseppe Nicola Nasini.

## Opere già in San Niccolò del Carmine
- Pietro Lorenzetti, Pala del Carmine, oggi alla Pinacoteca nazionale di Siena, al Norton Simon Museum di Pasadena e alla Yale University Art Gallery di New Haven.
- Bernardino Fungai, Assunzione di Maria (1512), oggi nella Pinacoteca nazionale di Siena.